# Libnotes (Afrolimonia) indra
Libnotes (Afrolimonia) indra is een tweevleugelige uit de familie steltmuggen (Limoniidae). De soort komt voor in het Oriëntaals gebied.